# Chromian potasu
Chromian potasu, K
2CrO
4 – nieorganiczny związek chemiczny, sól kwasu chromowego i potasu.
W temperaturze pokojowej jest to jasnożółte ciało krystaliczne o gęstości 2,73 g/cm³. Dobrze rozpuszcza się w wodzie. Krystalizuje w układzie rombowym. Topi się w temperaturze 971 °C i rozkłada się przed osiągnięciem temperatury wrzenia. Jak wszystkie chromiany, związek ten jest silnym utleniaczem, jednak słabszym od dichromianu.
Chromian potasu jest używany głównie w garbarstwie, przemyśle tekstylnym, emalierstwie, przy produkcji barwników i w chemii analitycznej.
Związki chromu(VI) (w tym chromian potasu) – w przeciwieństwie do związków chromu(III) – są uważane za silnie toksyczne i stanowią jeden z najbardziej toksycznych składników ścieków z garbarni.

## Równowaga chromiany–dichromiany
W roztworach wodnych chromiany są trwałe tylko w środowisku zasadowym, po zakwaszeniu roztworu barwa zmienia się z żółtej na pomarańczową w wyniku połączenia się jonów chromianowych do dichromianowych:
2CrO2−
4 + 2H+
 → Cr
2O2−
7 + H
2O
Natomiast pomarańczowy roztwór dichromianów pod wpływem zasady zabarwia się na żółto w wyniku reakcji odwrotnej:
Cr
2O2−
7 + 2OH−
 → 2CrO2−
4 + H
2O
Zarówno w chromianach, jak i w dichromianach chrom występuje na VI stopniu utlenienia, ww. reakcje nie są więc procesami redoks.